# Vestre Kirkegård
| Vestre Kirkegård | Vestre Kirkegård                                                 |
| ---------------- | ---------------------------------------------------------------- |
| Lage             | Vestre Kirkegårds Allé 15 2450 Kopenhagen SV, Region Hovedstaden |
| Eigentümer       | Stadt Kopenhagen                                                 |
| Eröffnung        | 2. November 1870                                                 |
| Fläche           | rund 54 Hektar                                                   |

Der Vestre Kirkegård (deutsch Westfriedhof) ist ein Friedhof in der dänischen Hauptstadt Kopenhagen. Er liegt am westlichen Rand des Stadtviertels Vesterbro.

## Geschichte
Die Anlage wurde am 2. November 1870 eingeweiht und ist mit rund 54 Hektar die größte Grabanlage des Landes. Der Friedhof wurde nötig, um die steigende Zahl der Beisetzungen in der Stadt zu bewältigen. Bis dahin war der 1760 angelegte Assistenzfriedhof der Hauptfriedhof der Stadt, der aber mit der Zeit an seine Grenzen stieß. Entworfen wurde die Anlage von Hans Jørgen Holm, einem Architekten im Kopenhagener Bestattungsdienst, in Zusammenarbeit mit dem Landschaftsarchitekten Edvard Glæsel und dem Stadtplaner Charles Ambt, der für die Gesamtplanung verantwortlich war. Zunächst war der Westfriedhof eine Begräbnisstätte für arme Menschen. In den 1990er Jahren wurde er zum Hauptfriedhof der dänischen Hauptstadt.

## Deutsche Flüchtlings- und Soldatengräber
In der Deutsche Kriegsgräberstätte Kopenhagen West (Vestre Kirkegård) auf dem Friedhof ruhen deutsche Flüchtlinge und Soldaten des Zweiten Weltkriegs.

## Galerie

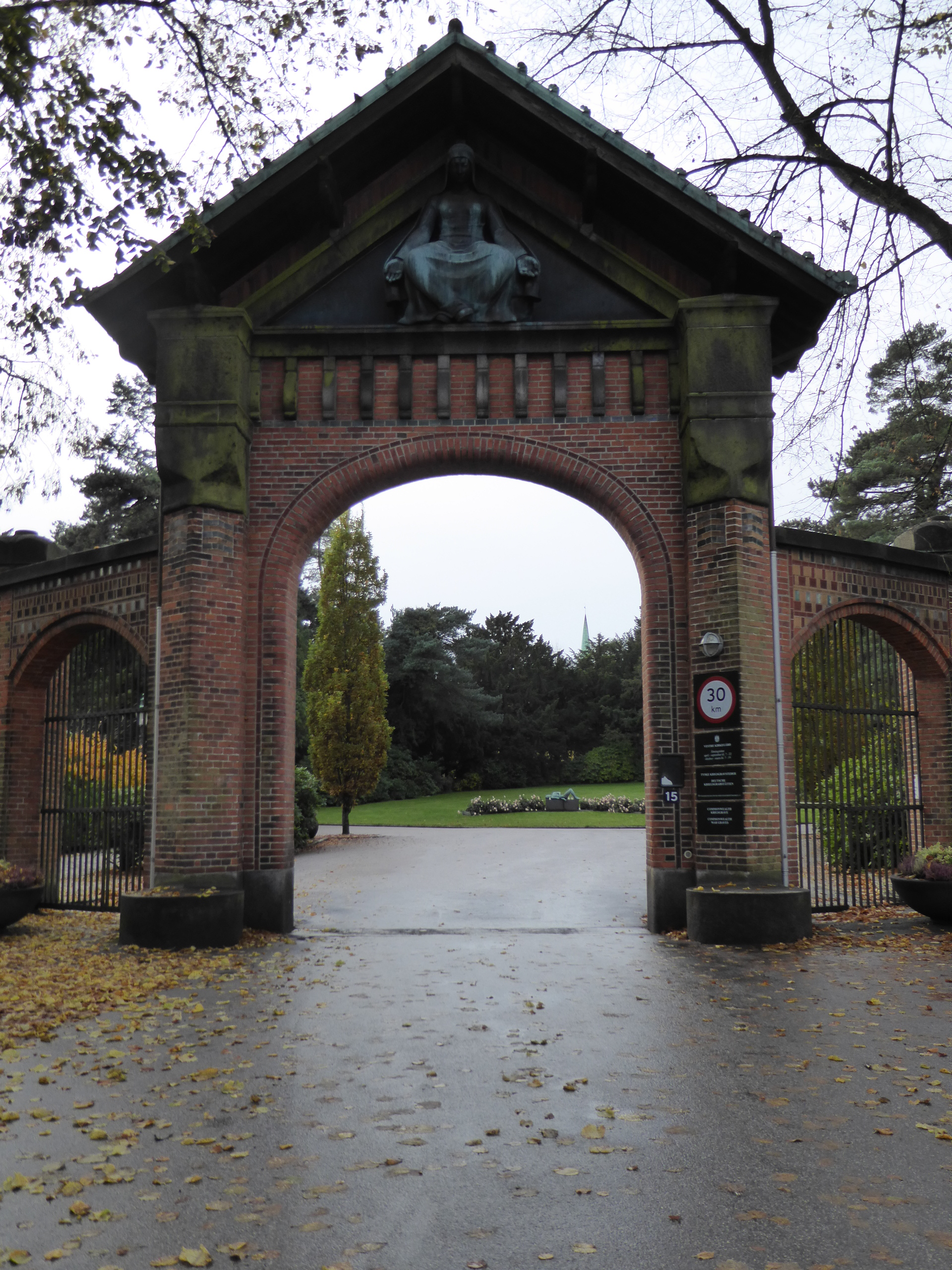
Der Eingang zur Grabanlage
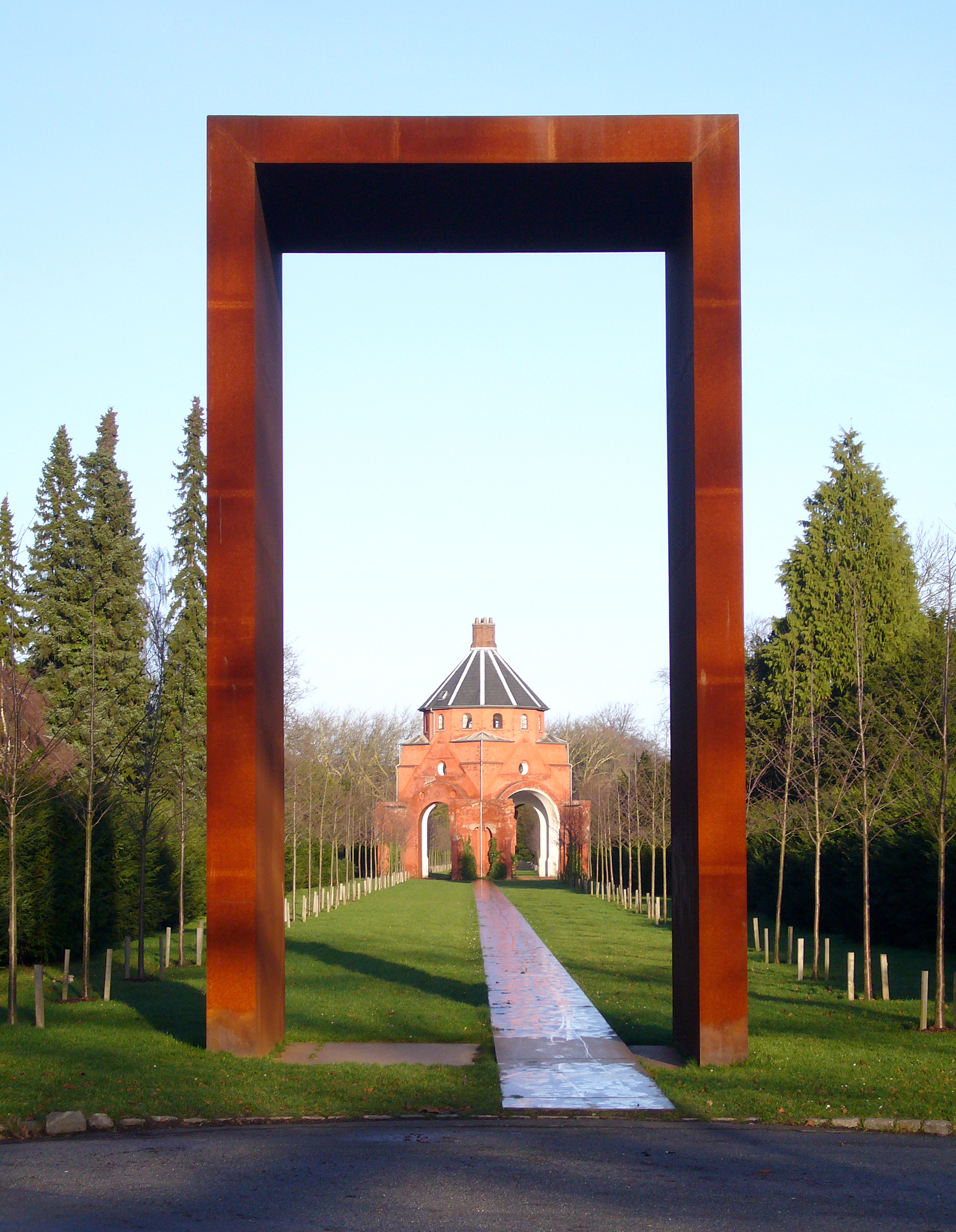
Das Friedhofsportal
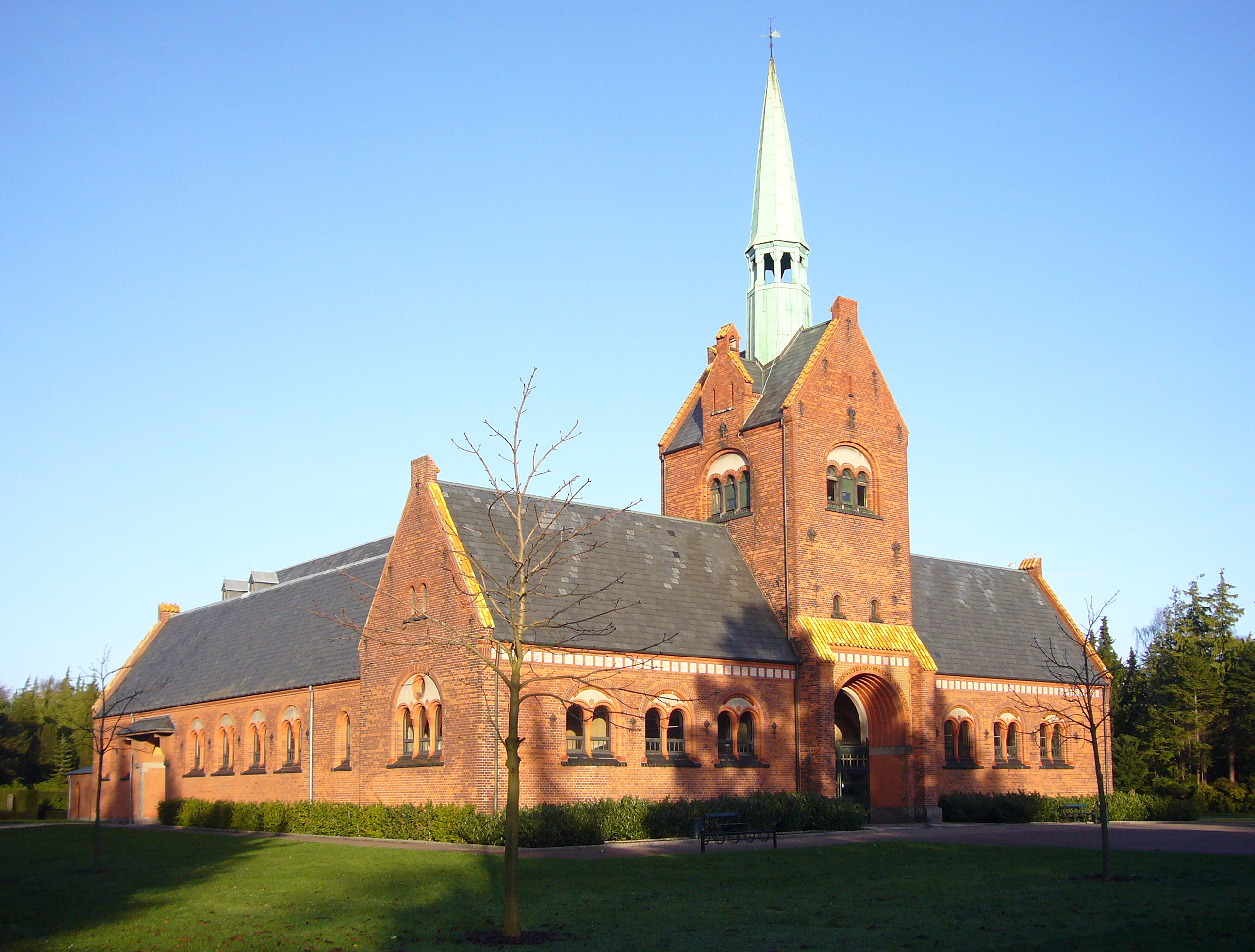
Die Nordkapelle
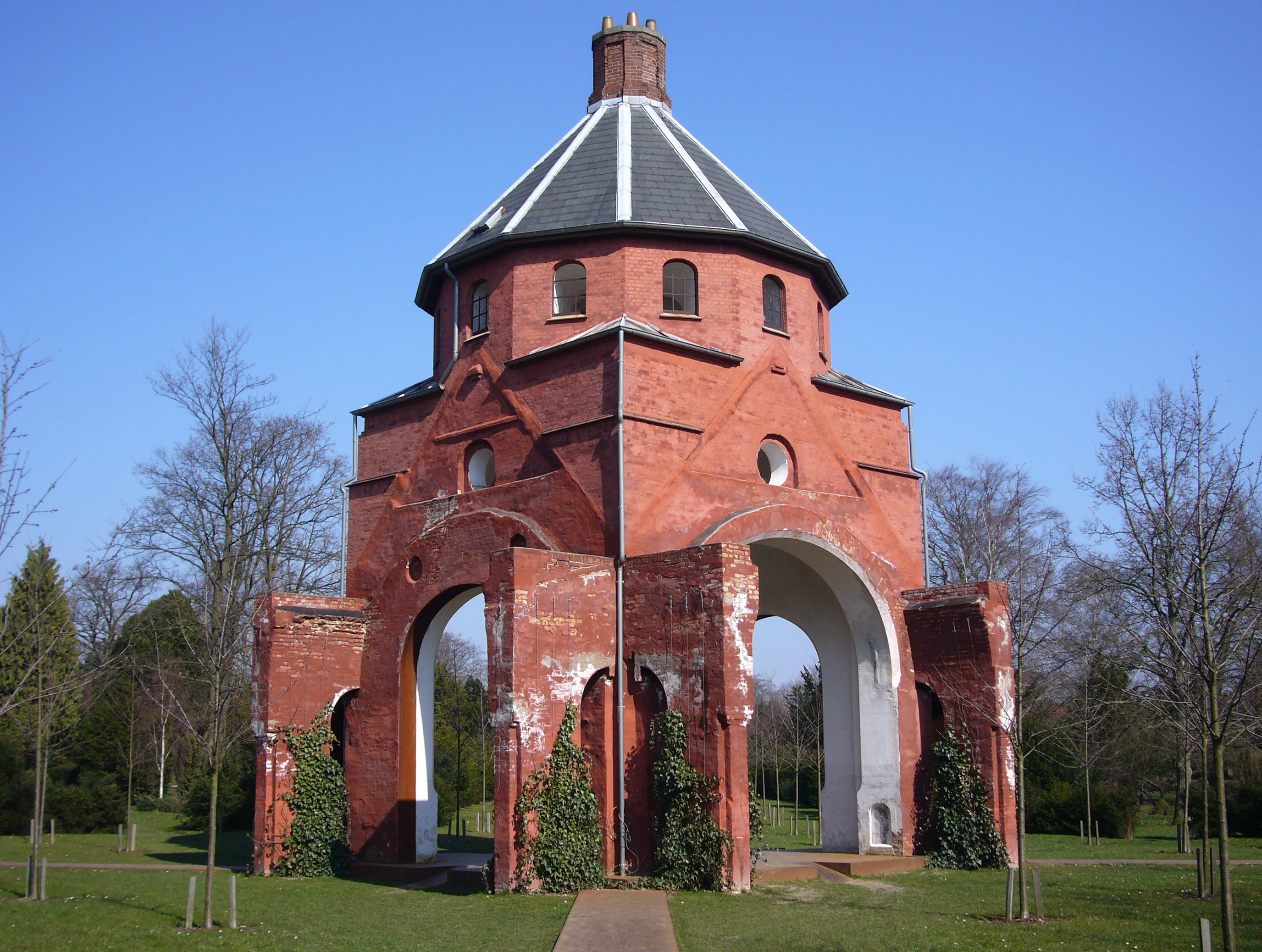
Die Südkapelle
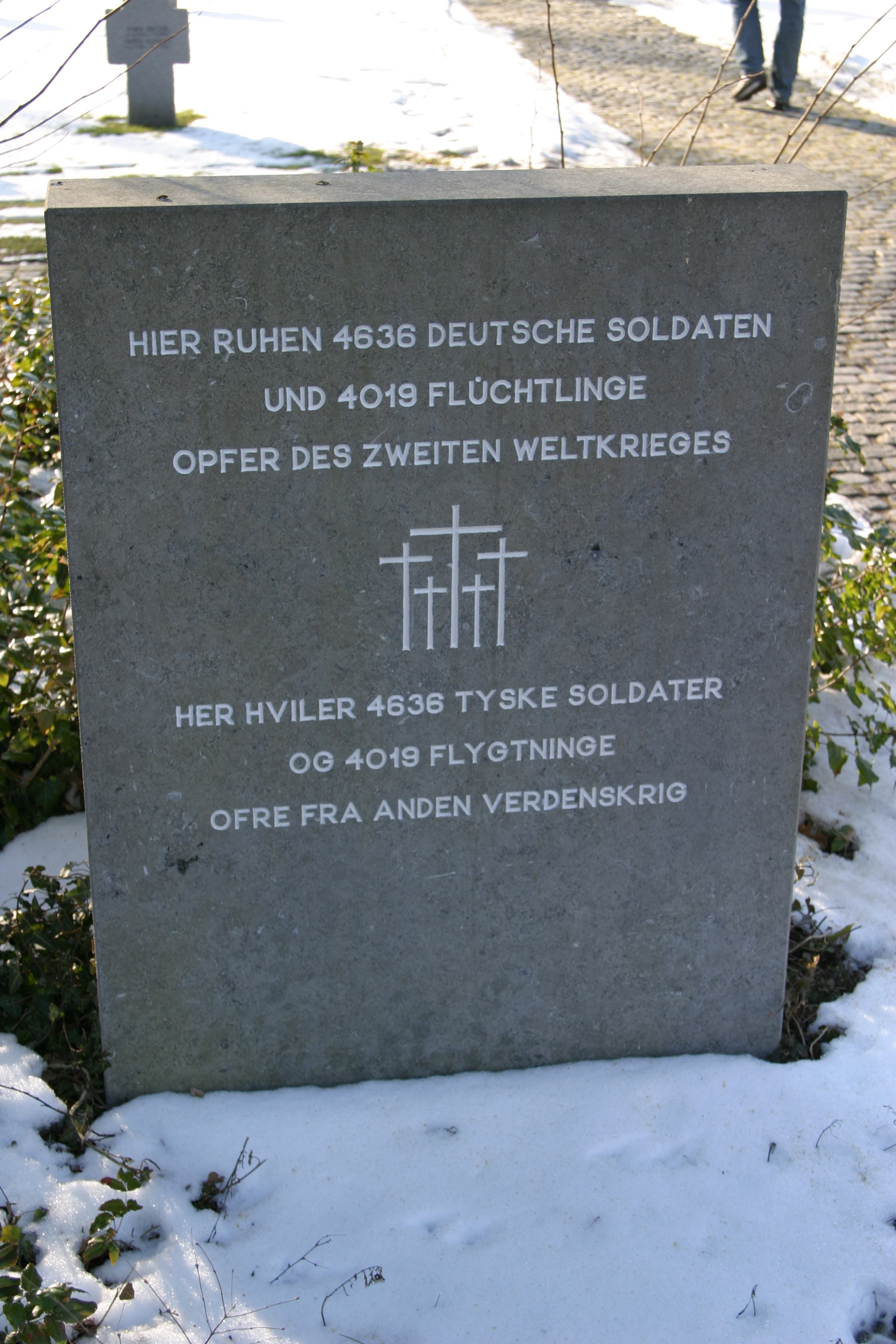
Gedenkstein für 4.636 deutsche Soldaten und 4.019 deutsche Flüchtlinge im Zweiten Weltkrieg
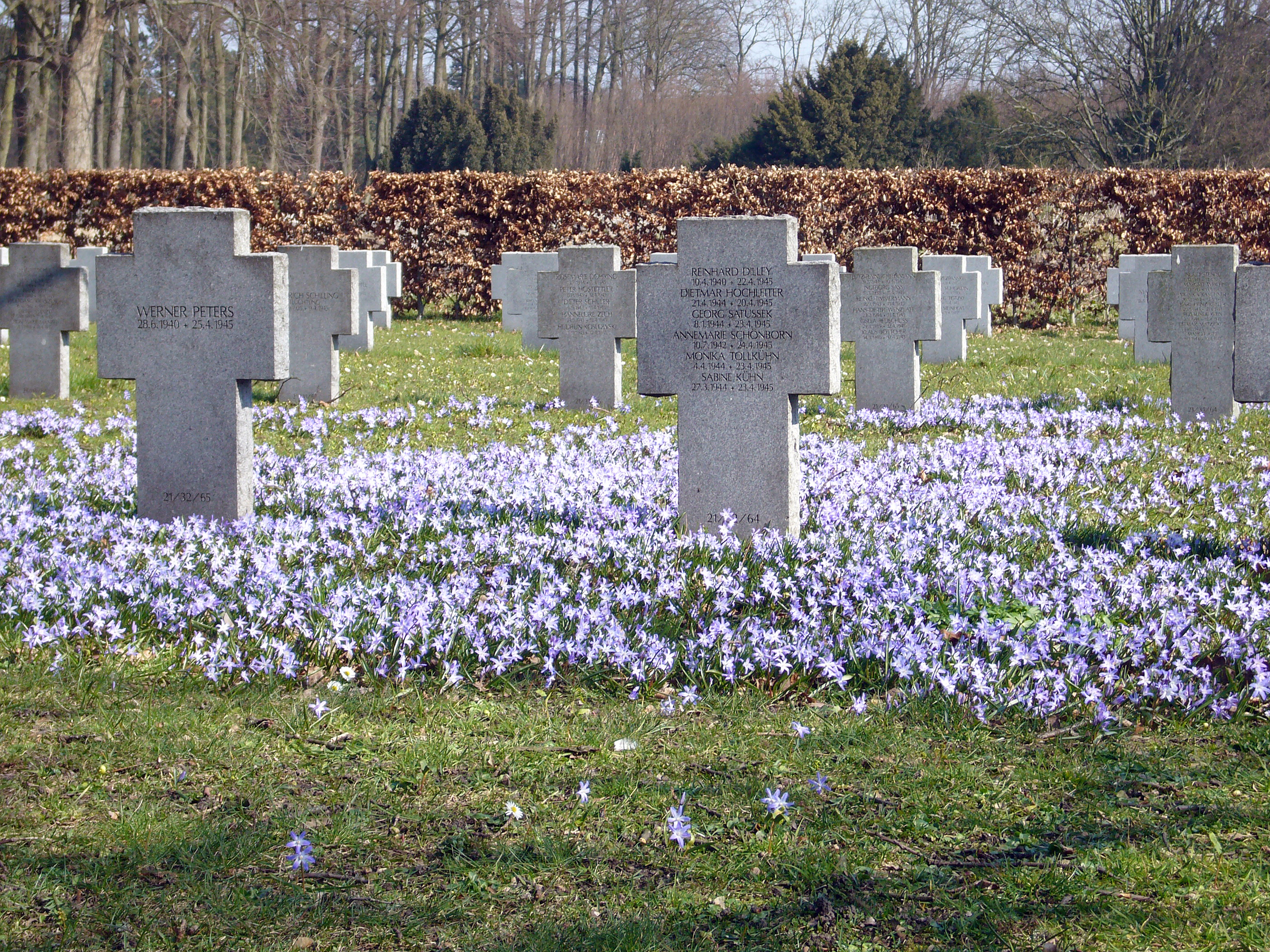
Deutsche Gräber auf dem Vestre Kirkegård
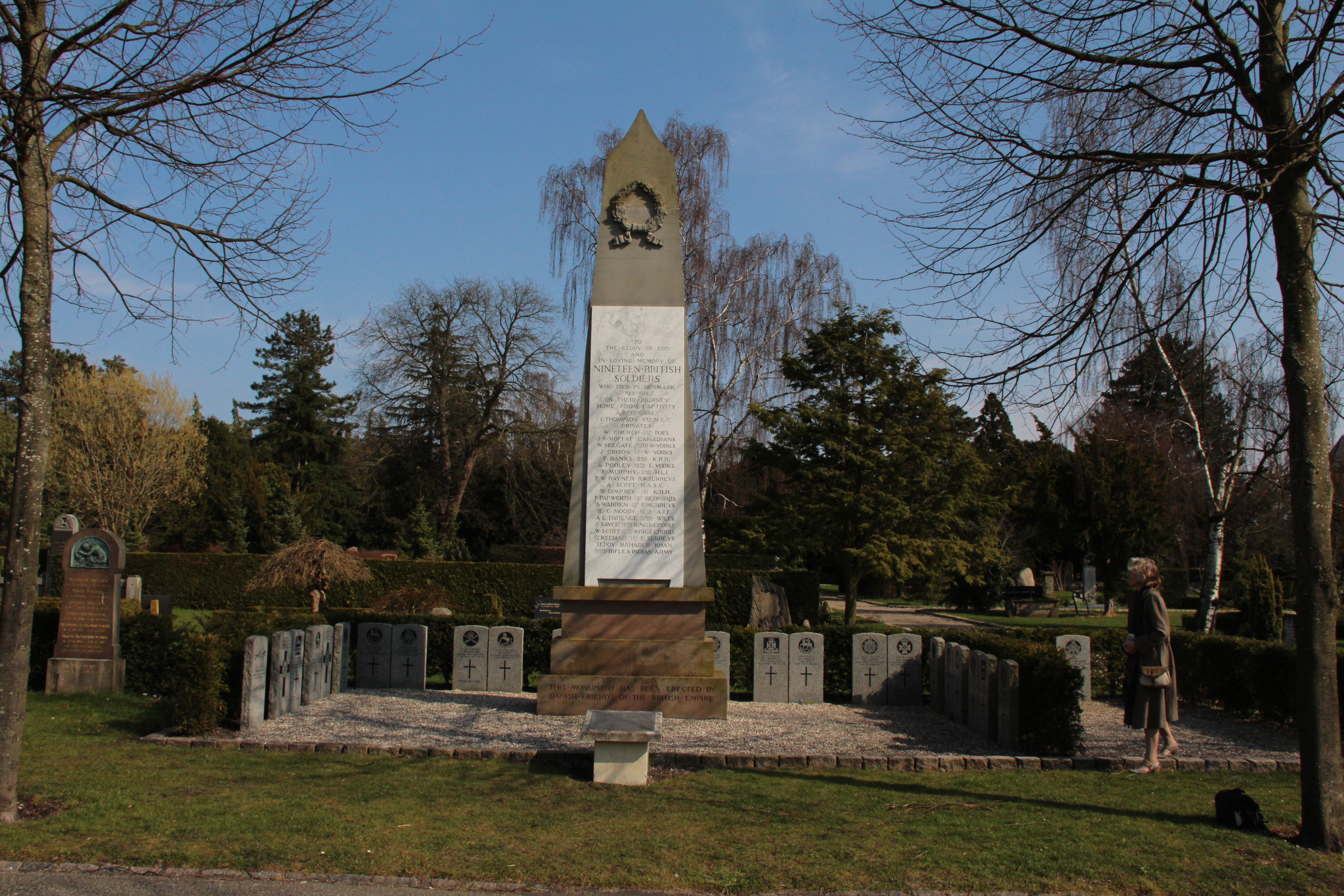
Denkmal für 19 britische Kriegsgefangene im Ersten Weltkrieg, die auf der Heimreise starben.
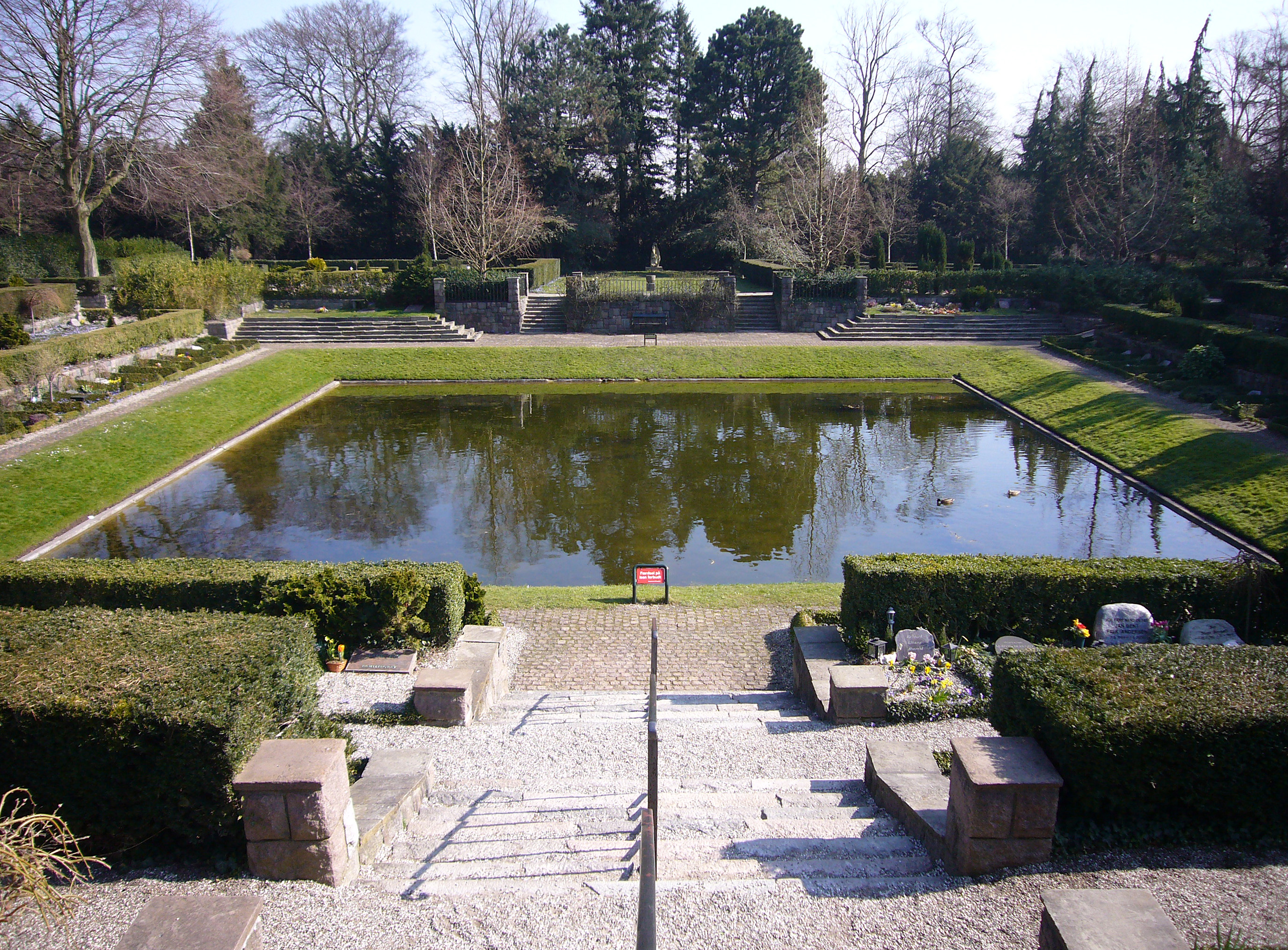
Einer von zwei Seen auf der Anlage
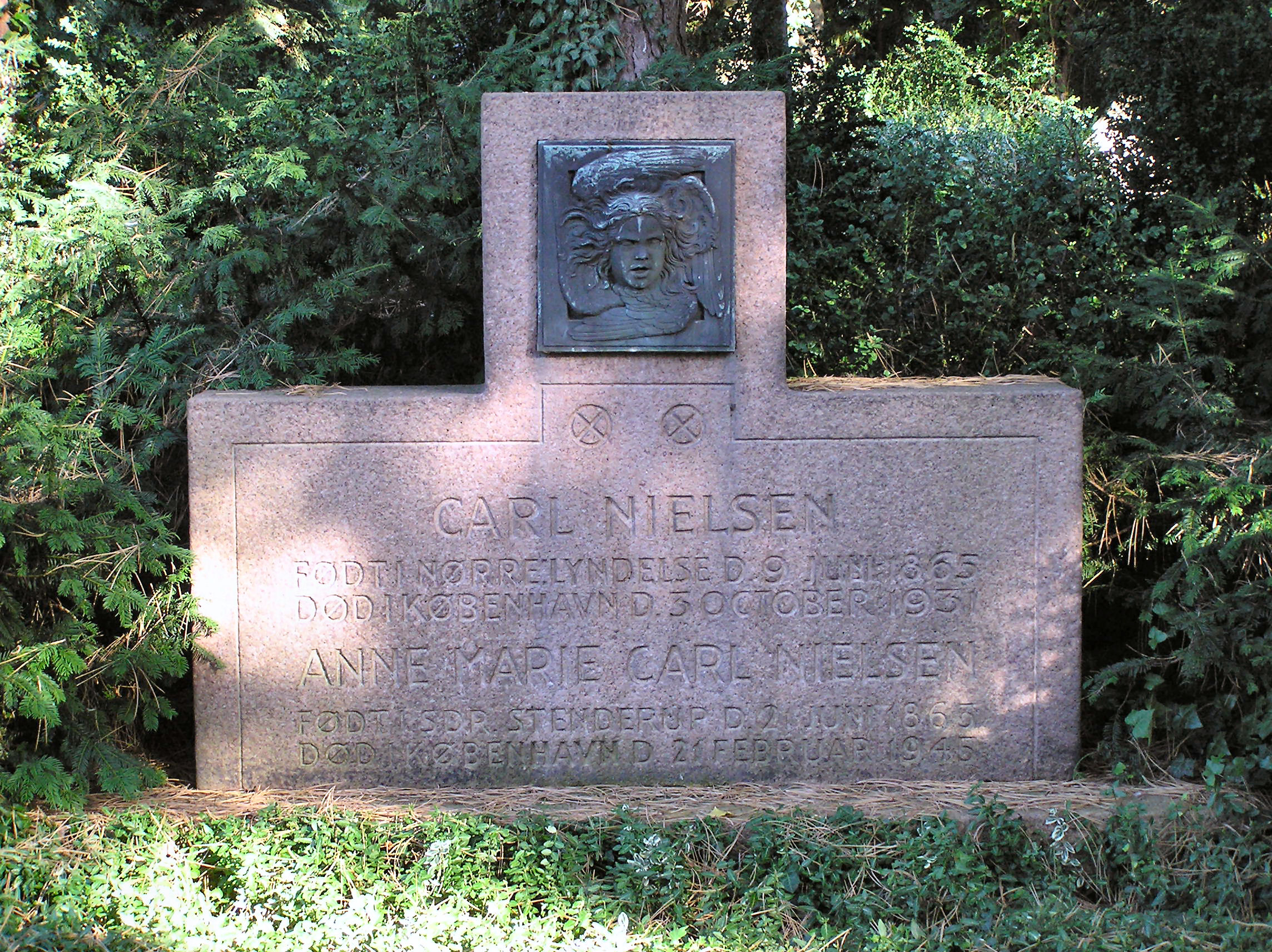
Das Grab von Carl Nielsen
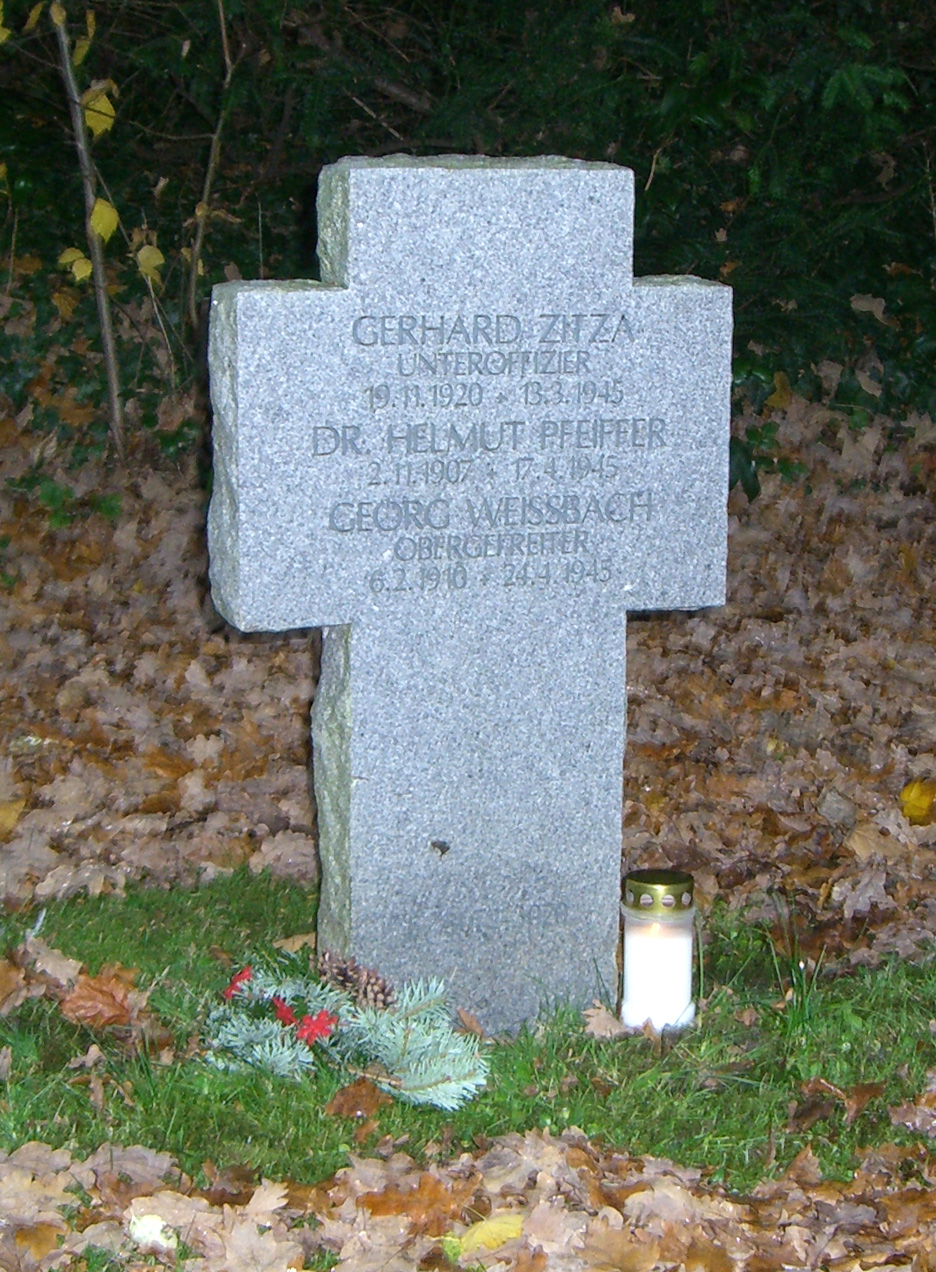
Das Grab von Helmut Pfeiffer
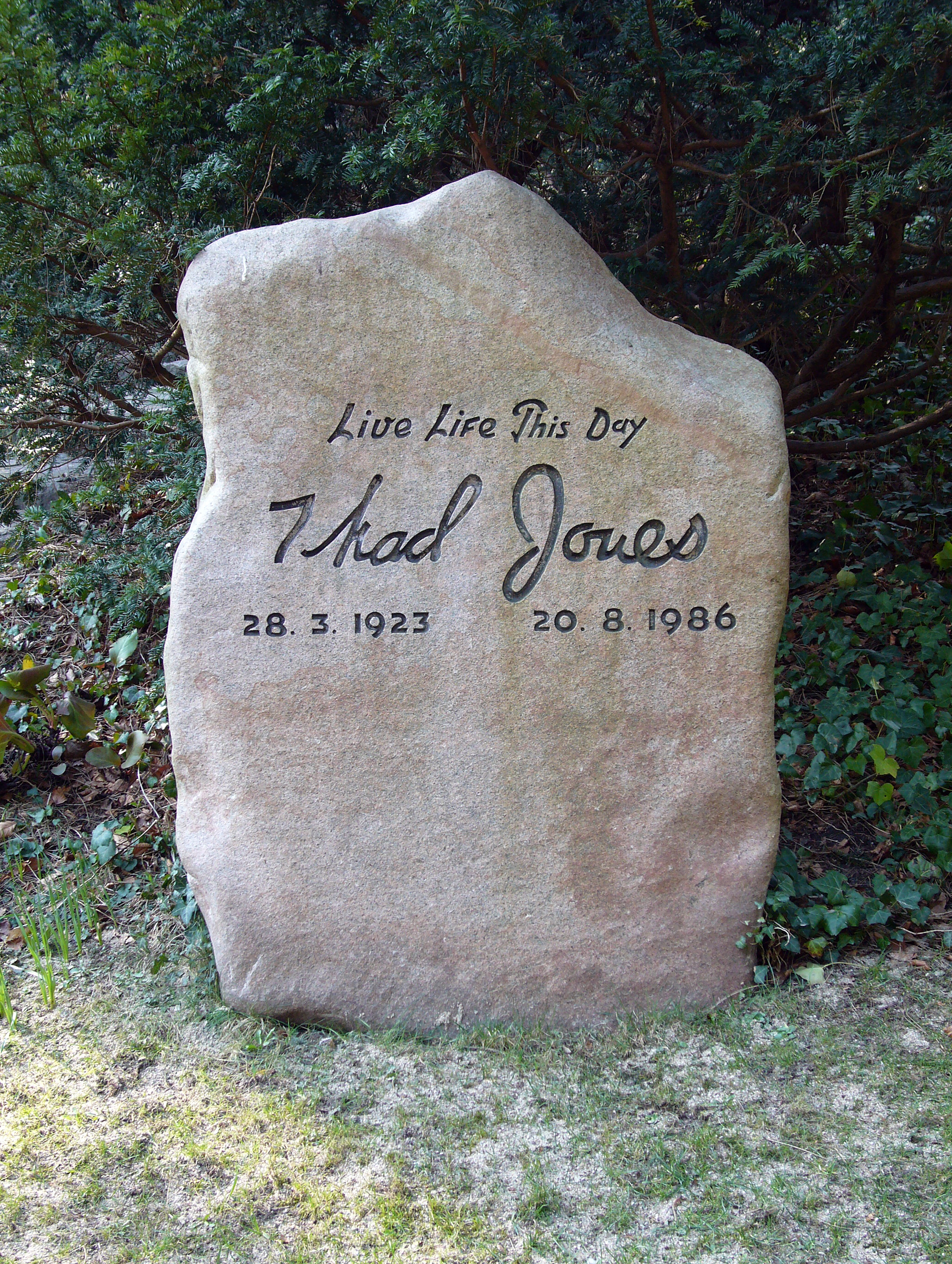
Das Grab von Thad Jones
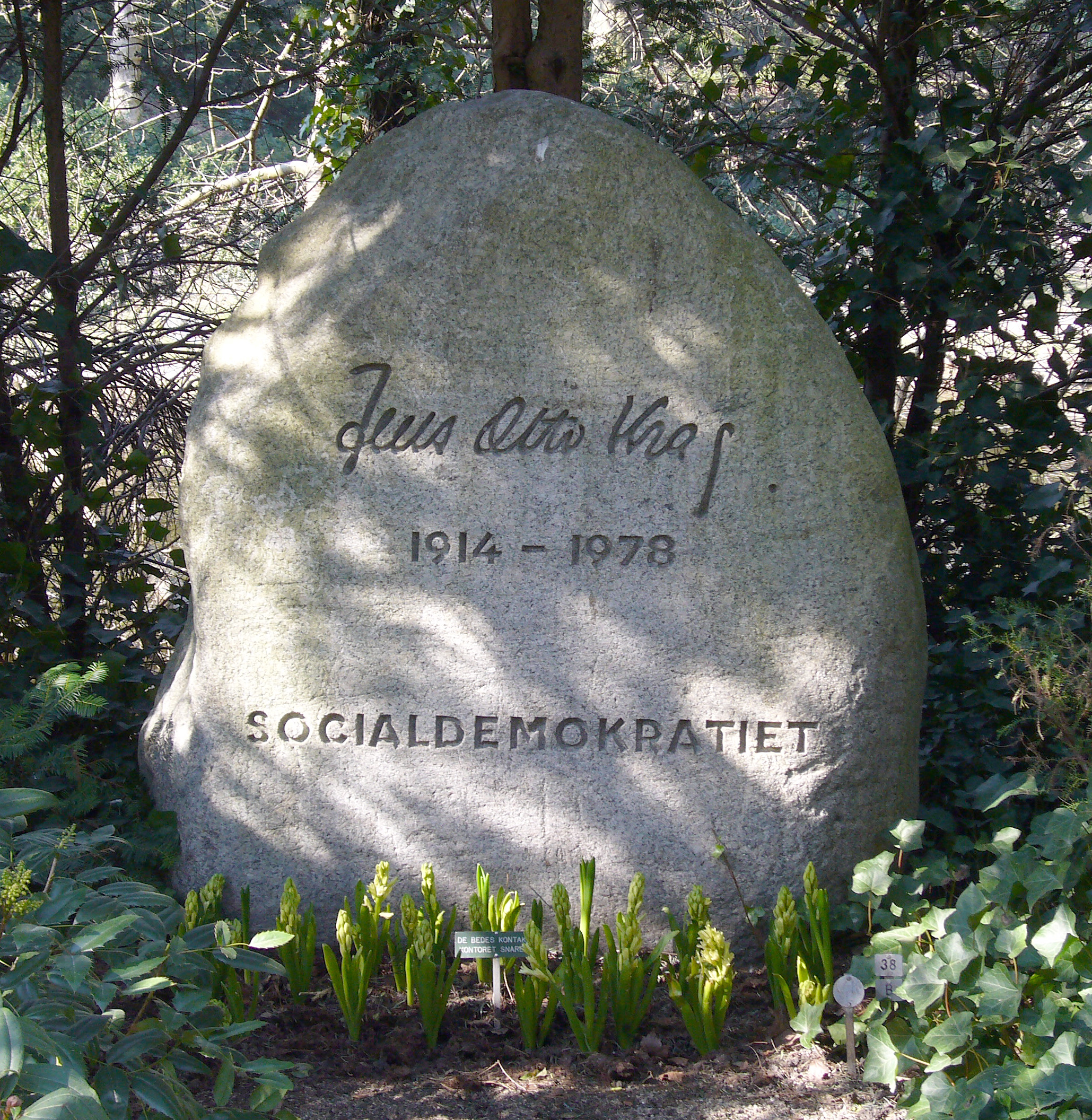
Das Grab von Jens Otto Krag

## Gräber (Auswahl)
- Johan Ankerstjerne (1886–1959), dänischer Kameramann
- Herman Bang (1857–1912), dänischer Schriftsteller und Journalist
- Sophus Bauditz (1850–1915), dänischer Pädagoge, Autor und Dramatiker
- Victoria Benedictsson (1850–1888), schwedische Schriftstellerin
- Sigurd Berg (1868–1921), dänischer Innenminister
- Vilhelm Bergsøe (1835–1911), dänischer Novellist, Naturforscher und Numismatiker
- Willy Bille (1889–1944), dänischer Maler
- Frederik Borgbjerg (1866–1936), dänischer Journalist und Sozialdemokrat
- Tine Bryld (1939–2011), dänische Sozialarbeiterin, Autorin, Radiomoderatorin
- Vilhelm Buhl (1881–1954), dänischer Jurist und sozialdemokratischer Politiker
- Christian Christiansen (1843–1917), dänischer Physiker
- Hans Victor Clausen (1861–1937), dänischer Historiker
- Verner Dahlerup (1859–1938), dänischer Philologe und Lexikograph
- Vilhelm Dahlerup (1836–1907), dänischer Architekt
- Nancy Dalberg (1881–1949), dänische Komponistin
- Paul Diderichsen (1905–1964), dänischer Sprachwissenschaftler
- Tove Ditlevsen (1917–1976), dänische Schriftstellerin
- Edvard Eriksen (1876–1959), dänischer Bildhauer
- Andrias Christian Evensen (1874–1917), färöischer Geistlicher, Politiker, Schulbuchautor und Linguist
- Niels Ryberg Finsen (1860–1904), färöisch-dänischer Arzt
- Achton Friis (1871–1939), dänischer Zeichner und Maler
- Michael Pedersen Friis (1857–1944), dänischer Politiker und Premierminister
- Martin Severin From (1828–1895), dänischer Schachmeister
- Olaf Fønss (1882–1949), dänischer Stummfilmschauspieler
- Jørgen Pedersen Gram (1850–1916), dänischer Mathematiker
- Asger Hamerik (1843–1923), dänischer Komponist und Dirigent
- Vilhelm Hammershøi (1864–1916), dänischer Maler
- Emil Hannover (1864–1923), dänischer Bibliothekar, Kunsthistoriker, Autor und Museumsdirektor
- Emil Christian Hansen (1842–1909), dänischer Botaniker
- Hans Christian Svane Hansen (1906–1960), dänischer Politiker
- Wilhelm Hansen (1868–1936), dänischer Kunstsammler (Ordrupgaard)
- Louis Hasselriis (1844–1912), dänischer Bildhauer
- Hans Hedtoft (1903–1955), dänischer Politiker und Staatsminister
- Erik Henningsen (1855–1930), dänischer Maler und Illustrator
- Fini Henriques (1867–1940), dänischer Komponist und Geiger
- Knud Hjortø (1869–1931), dänischer Schriftsteller
- Per Hækkerup (1915–1979), dänischer Politiker
- Harald Høffding (1843–1931), dänischer Philosoph
- Robert Jacobsen (1912–1993), dänischer Maler, Bildhauer und Grafiker
- Jákup Jakobsen (1864–1918), färöischer Linguist
- Arthur Jensen (1897–1981), dänischer Schauspieler
- Sámal Joensen-Mikines (1906–1979), färöischer Maler
- Wilhelm Johannsen (1857–1927), dänischer Botaniker und Genetiker
- Viggo Johansen (1851–1935), dänischer Maler und Zeichner
- Thad Jones (1923–1986), US-amerikanischer Jazztrompeter
- Duke Jordan (1922–2006), US-amerikanischer Jazzpianist
- Anker Jørgensen (1922–2016), dänischer Politiker
- Hack Kampmann (1856–1920), dänischer Architekt, königlicher Bauinspektor, Architekturprofessor und Kunstmaler
- Viggo Kampmann (1910–1976), dänischer Politiker und Ministerpräsident
- Johan Peter Koch (1870–1928), dänischer Offizier, Kartograf und Polarforscher
- Herman D. Koppel (1908–1998), dänischer Pianist und Komponist
- Jens Otto Krag (1914–1978), dänischer Politiker
- Johann Adam Krygell (1835–1915), dänischer Organist und Komponist
- Thor Lange (1851–1915), dänischer Schriftsteller und Übersetzer
- Peter Erasmus Lange-Müller (1850–1926), dänischer Komponist
- Henrik Malberg (1873–1958), dänischer Schauspieler
- Otto Malling (1848–1915), dänischer Organist und Komponist
- Niels Matthiasen (1924–1980), dänischer Politiker
- Johannes Meyer (1884–1972), dänischer Schauspieler
- Sophus Michaëlis (1865–1932), dänischer Dichter
- Vilhelm Milthers (1865–1962), dänischer Geologe
- Sigvard Munk (1891–1983), dänischer Politiker und Oberbürgermeister von Kopenhagen
- Franz Xaver Neruda (1843–1915), dänischer Komponist
- Asta Nielsen (1881–1972), dänische Schauspielerin
- Carl Nielsen (1865–1931), dänischer Komponist und Dirigent
- Kai Nielsen (1882–1924), dänischer Bildhauer
- Poul Nørlund (1888–1951), dänischer Kultur- und Kunsthistoriker sowie Mittelalterarchäologe
- Carl Hansen Ostenfeld (1873–1931), dänischer Botaniker
- Egmont Harald Petersen (1860–1914), dänischer Verleger und Gründer der Egmont Foundation
- Julius Peter Christian Petersen (1839–1910), dänischer Mathematiker
- Helmut Pfeiffer (1907–1945), deutscher Jurist und SS-Offizier, der vom NS-Regime verfolgte Menschen rettete
- Louis Pio (1841–1894), dänischer Sozialistenführer
- Carl Ploug (1813–1894), dänischer Lyriker, Journalist und Politiker
- Knud Rasmussen (1879–1933), grönländisch-dänischer Polarforscher, Ethnologe und Buchautor
- Helmer Rosting (1893–1945), dänischer Theologe, Diplomat und Direktor des dänischen Roten Kreuzes
- A. W. Sandberg (1887–1938), dänischer Filmregisseur und Kameramann
- Sophus Schandorph (1836–1901), dänischer Schriftsteller
- Eiler Theodor Lehn Schiøler (1874–1929), dänischer Bankier und Ornithologe
- Johannes Schmidt (1877–1933), dänischer Biologe
- Thorvald Stauning (1873–1942), dänischer Politiker und Staatsmann
- Karl Kristian Steincke (1880–1963), dänischer Jurist und Politiker
- Hjalmar Söderberg (1869–1941), schwedischer Schriftsteller
- Ed Thigpen (1930–2010), US-amerikanischer Jazzschlagzeuger
- Valdemar Tofte (1832–1907), dänischer Geiger und Musikpädagoge
- Laurits Tuxen (1853–1927), dänischer Bildhauer, Porträt-, Historien- und Landschaftsmaler
- Einar Utzon-Frank (1888–1955), dänischer Bildhauer und Hochschullehrer
- Jørgen Weel (1922–1993), dänischer Schauspieler
- Kristian Zahrtmann (1843–1917), dänischer Maler